# Клан О'Кахан

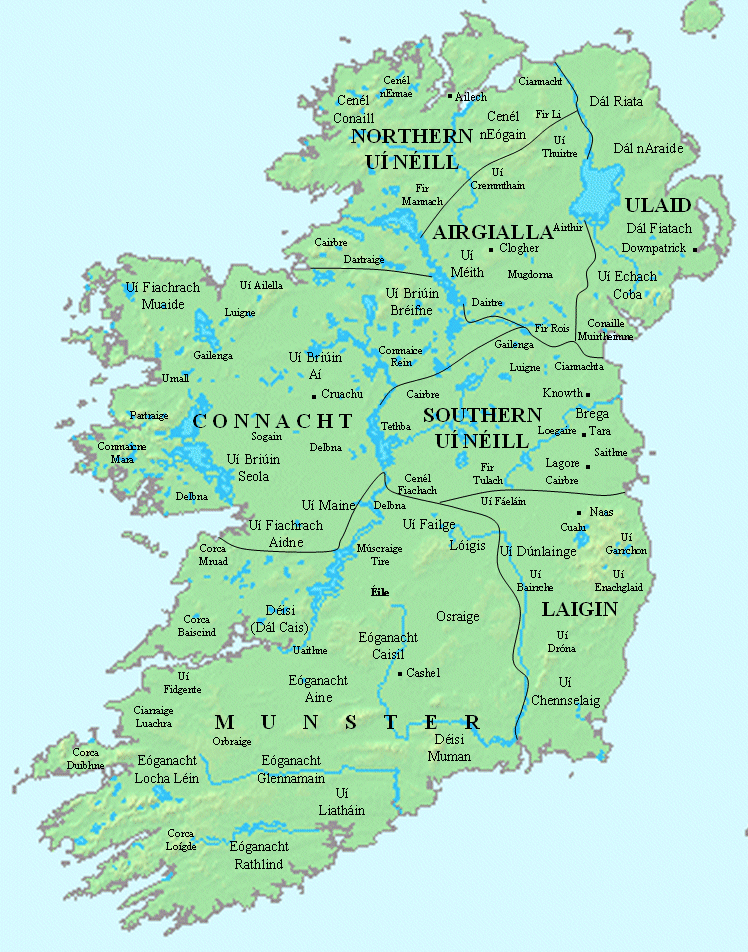
Давні клани Ірландії. Локалізація володінь кланів біля 800 року. Показані землі Кінахта, що стали потім "Країною О'Кахан.

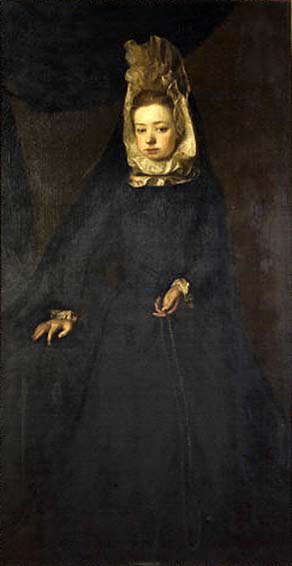
Портрет Маргарити О'Кахан художника Гаррета Морфі.

Клан О'Кахан (ірл. — Ó Catháin) — клан О Кахайн — один із давніх кланів Ірландії. Назва клану перекладається як «Онуки Кахана». Клан О'Кахан утворився як септа клану Кенел н-Еогайн — гілки клану Північних О'Нейллів (О'Нілів).

## Історія клану О'Кахан
Клан О'Кахан виник на землях Лагган — на території нинішнього графства Донегол. Потім клан О'Кахан поступово поширював свою владу на схід — особливо сильна експансія була в XII столітті. Клан О'Кахан витісняв Ві Конхобайр з земель Кінахт у сучасному графстві Деррі. Клан О'Кахан запанував в землях Кінахт та Колерайн і панував там аж до XVII століття, коли ці землі були захоплені Англією і заселені англійськими поселенцями. Ці землі традиційно називають «Країною О'Кахан». Вожді клану О'Кахан традиційно коронували вождів кланів О'Нейлл та Кенел н-Еогайн, в тому числі і королів ірландського королівства Тір Еогайн. При цій церемонії коронування вожді клану О'Кахан кидали взуття на вождів кланів чи королів. І це одначало, що вони вступали в права вождівства чи королів.
Крім ольстерського клану О'Кахан існують ще септи Ві Кахайн в Коннахті, а також септа О'Кахайн серед клану Ві Фіахрах.
Назви клану О'Кахан мають чисельні варіації: Кахан (ірл. — Cahan), МакКаухан (ірл. — McCaughan), О'Кейн (ірл. — O'Kane), Кейн (ірл. — Kane), О'Кін (ірл. — O'Keane), О'Кеан (ірл. — O'Kean), О'Кіін (ірл. — O'Keene), Кіін (ірл. — Keen), Кіен (ірл. — Keene), Кайн (ірл. — Kain), О'Кайн (ірл. — O'Kaine).
Перші повідомлення про клан О'Кахан в історичних джерелах з'являються в записах 1138 року. У XIII столітті був відомий вождь клану Ку Майге на н-Галл О Кахайн. Відновлення пріорату та монастиря Дангівен пов'язують саме з Ку Майге на н-Галл О Кахайн. Хоча, більшість істориків схиляється до думки, що ці події мали місце наприкінці XV століття.
Клан О'Кахан будував замки для захисту своїх земель, замки були побудовані в живописних місцях і становили цілу систему оборони. Замок Лімаваді був головним замком у цій системі. Ще був замок на берегах озера Енах-Лох, замок Колерайн, замок Костелроу для захисту земель Банн. Згідно ірландської історичної традиції вождем клану О'Кахан був в свій час вождь на ймення Дермонт. Він мав 12 синів і для кожного він збудував окремий замок. Імення цих синів наступне: Куї (предок володарів замку Лімаваді), Дермонт, Турлу, Шейн, Браян, Дональд, Мурто, Донох, Найлл, Овен, Евенні, Патрік. Їхніми замками були замки: Бенбрадах, Лімаваді, Сватреа, Гленкін біля Гарваха, Фландер нижче Дуневена, замок Троянди біля Колерайн, замок Баллішескі біля Біх-хілл, Клондермотт, Кулнамінін, Тірголін, замок Троянди.
У 1542 році замок Лімаваді (Лейм ан Вадай) обложила англійська армія, яку очолив Джеймс Батлер — IX граф Ормонд, лорд-скарбник Ірландії. Їхнім союзником був клан МакКвіллан. Замок був взятий штурмом. Весь гарнізон загинув при штурмі, поранених і полонених вбили. З того часу замок стоїть пусткою і перетворився в повні руїни.
У 1586 році клан О'Кахан захопив замок Колерайн. У 1602 році під час Дев'ятирічної війни в Ірландії англійські війська захопили замок Колерайн. У 1607 році клан О'Кахан спробував знову захопити замок Колерайн, але невдало.
Наприкінці XVI століття «Країна О'Кахан» була перетворена в графство Колерайн. Більшість вождів клану О'Кахан втекли з Ірландії в 1607 році під час так званої «Втечі графів». Після поразки ірландських кланів в так званій Дев'ятирічній війні в Ірландії клан О'Кахан втратив свої землі, які були передані англійським та шотландським колоністам. На землях клану О'Кахан були утворені графства Деррі, Антрім, Донегол, Тірон. Після Втечі графів у 1607 році Домналл Баллах О'Кахан — вождь клану О'Кахан, що був колись посвячуй в лицарі королевою Англії, був взятий в полон і відправлений в Лондонський Тауер, де і помер в ув'язненні в 1626 році. Після смерті цього вождя клану клан О'Кахан не має вождя клану до цього часу.